# Polska na Mistrzostwach Świata w Lekkoatletyce 1983
Polska na Mistrzostwach Świata w Lekkoatletyce 1983 – reprezentacja Polski podczas czempionatu w Helsinkach zdobyła cztery medale. Dwa złote medale wywalczyli trójskoczek Zdzisław Hoffmann i kulomiot Edward Sarul. Polacy zajęli siódme miejsce w tabeli medalowej i dziewiąte w klasyfikacji punktowej.

## Rezultaty

### Mężczyźni
- Bieg na 100 m
  - Marian Woronin odpadł w ćwierćfinale
- Bieg na 1500 m
  - Piotr Kurek odpadł w ćwierćfinale
- Bieg na 3000 m z przeszkodami
  - Bogusław Mamiński  zajął 2. miejsce i zdobył srebrny medal
- Bieg na 400 m przez płotki
  - Ryszard Szparak zajął 8. miejsce
- Skok wzwyż
  - Jacek Wszoła zajął 13. miejsce
  - Dariusz Biczysko odpadł w eliminacjach
- Skok o tyczce
  - Tadeusz Ślusarski zajął 4. miejsce
  - Władysław Kozakiewicz zajął 8.-9. miejsce
- Trójskok
  - Zdzisław Hoffmann  zajął 1. miejsce i zdobył złoty medal
- Pchnięcie kulą
  - Edward Sarul  zajął 1. miejsce i zdobył złoty medal
- Rzut młotem
  - Zdzisław Kwaśny  zajął 3. miejsce i zdobył brązowy medal
  - Henryk Królak odpadł w eliminacjach
  - Mariusz Tomaszewski odpadł w eliminacjach
- Maraton
  - Ryszard Marczak zajął 16. miejsce
- Chód na 50 km
  - Bohdan Bułakowski nie ukończył konkurencji
  - Bogusław Duda nie ukończył konkurencji (dyskwalifikacja)
- Sztafeta 4x100 m
  - Krzysztof Zwoliński, Zenon Licznerski, Czesław Prądzyński i Marian Woronin zajęli 6. miejsce
- Sztafeta 4x400 m
  - Ryszard Wichrowski, Ryszard Szparak, Andrzej Stępień i Ryszard Podlas nie ukończyli biegu (dyskwalifikacja)
- Dziesięciobój
  - Dariusz Ludwig zajął 10. miejsce

### Kobiety
- Bieg na 200 m
  - Ewa Kasprzyk zajęła 8. miejsce
- Bieg na 800 m
  - Jolanta Januchta odpadła w półfinale